# アミューズキャピタル
株式会社アミューズキャピタルは東京都港区にある、セガ元社長でパソナ元会長である中山隼雄の資産管理会社である。

## 概要
（AQインタラクティブ、トラストワークスの有価証券報告書より）
- 企業名　株式会社アミューズキャピタル
- 沿革
  - 1998年12月14日設立。
- 所在地　東京都港区赤坂1－12－32アーク森ビル32階

## 関連企業・団体

### 投資先
- マーベラス（東京証券取引所プライム市場上場）
- オープンアップグループ（東京証券取引所プライム市場上場）
- アイ・アム
- コンフィデンス・インターワークス（東京証券取引所グロース市場上場）
- インディビジョン
- ジョイン
- ザ・カントリークラブグレンモア